# Ruşan
Ruşan è un comune dell'Azerbaigian situato nel distretto di İsmayıllı. Conta una popolazione di 988 abitanti.